# Wiebesia corneri
Wiebesia corneri är en stekelart som beskrevs av Wiebes 1993. Wiebesia corneri ingår i släktet Wiebesia och familjen fikonsteklar. Inga underarter finns listade i Catalogue of Life.